# 伯斯特爾河
52°12′23″N 8°44′38″E / 52.20639°N 8.74389°E
伯斯特爾河（德語：Börstelbach），是德國的河流，位於該國西部，流經北萊茵-威斯特法倫州，屬於韋勒河的左支流，河道全長1.2公里，流域面積0.8平方公里。